# KGB Agent
KGB Agent is een videospel voor de Commodore 64. Het spel werd uitgebracht in 1987. Het spel is een horizontaal scrollende Shoot 'em up.